# Tichon Judin
Tichon Iwanowicz Judin (ros. Тихон Иванович Юдин, ur. 1879, zm. 19 października 1949) – rosyjski lekarz psychiatra, profesor Uniwersytetu w Charkowie (1932–1943), Uniwersytetu w Kazaniu (1924–1932) i III Moskiewskiego Instytutu Medycznego (1943–1949). Studiował na Uniwersytecie Moskiewskim, dyplom lekarza otrzymał w 1903 roku. Był uczniem Serbskiego i jednym z pierwszych asystentów Gannuszkina.